# 外国人遊歩規定
外国人遊歩規定（がいこくじんゆうほきてい）とは、開国後の日本が、横浜、箱館、神戸、長崎、新潟の開港場について、外国人の行動範囲を定めた規定である。

## 概要
江戸幕府が欧米列強と結んだ安政5年（1858年）の安政五カ国条約では、外国人が外国人居留地から外出して自由に活動できる範囲についての規定が設けられた。これが、外国人遊歩規定である。自由に行動できる範囲としては、一般的に開港場からの距離を最大10里（約40キロメートル）とするよう定められた。
安政条約のうちアメリカ合衆国と結んだ日米修好通商条約においては、第7条に以下のように定められている。
この規定によって、一般の外国人が日本国内を自由に旅行することは禁止され、外国人が遊歩区域の外に出るには、学問研究目的や療養目的に限られ、その場合も内地旅行免状が必要であった。
この制限は、攘夷運動など幕末の秩序混乱の時期にあって外国人に危害を加えようとする者との接触を極力避ける目的で設けられた。明治維新によって新政府が成立したのち、列強は居留地外での行動の自由、さらには内地開放を望んだが、その一方で日本では、外国人に対し遊歩規定等を厳格に守らせることにより、不平等条約が列強側にとっても不便であることを痛感させることによって、条約改正に際して、より日本側に有利な条件を引き出そうとする現行条約励行運動（ないし現行条約励行論）を生んだ。
横浜開港場においては、その西の限界は小田原の東、酒匂川東岸となっていた。この限界をめぐって1875年（明治8年）に外国公使等からの苦情があり、翌1876年（明治9年）には実測がおこなわれて1877年（明治10年）3月、内務省より「神奈川県下外国人遊歩規程三角網図」、「神奈川県下東海道筋酒匂川近傍実測図」が提出されており、現在ともに国立公文書館に保存されている。東側限界は上掲日米条約の第7条が規定しているように、例外的に六郷川（多摩川）までの約5里であった。